# Dịch Huân
Dịch Huân (tiếng Trung: 奕勛; 5 tháng 9 năm 1793 – 20 tháng 10 năm 1818) là một hoàng thân của nhà Thanh trong lịch sử Trung Quốc, người thừa kế 1 trong 12 tước vị Thiết mạo tử vương.

## Cuộc đời
Dịch Huân sinh vào giờ Thìn, ngày 30 tháng 7 (âm lịch) năm Càn Long thứ 58 (1793), trong gia tộc Ái Tân Giác La. Ông là con trai trưởng của Di Thân vương Miên Tiêu (綿標) – con trai thứ hai của Di Cung Thân vương Vĩnh Lang. Mẹ ông là Trắc Phúc tấn Lưu thị (劉氏).
Năm Gia Khánh thứ 4 (1799), tháng 7, ông được phong làm Tam đẳng Trấn quốc Tướng quân. Cùng năm đó, tháng 12, tổ phụ và phụ thân của ông đều qua đời, ông được thế tập tước vị Di Thân vương đời thứ 4. Sang năm thứ 5 (1800), phụ thân ông Miên Tiêu được truy phong làm Di Thân vương.
Năm thứ 23 (1818), ngày 21 tháng 9 (âm lịch), giờ Thìn, ông qua đời, thọ 26 tuổi, được truy thụy Di Khác Thân vương (怡恪親王).

## Gia quyến

### Thê thiếp
- Nguyên phối: Nữu Hỗ Lộc thị (鈕祜祿氏), con gái của Song quân Đô úy Nghi Miên (宜綿).
- Kế thất: Y Nhĩ Căn Giác La thị (伊爾根覺羅氏), con gái của Ban sự đại thần Hằng Anh (恒英).
- Thứ thiếp:
  - Hồ thị (胡氏), con gái của Dựng Ân (媵恩).
  - Thư thị (舒氏), con gái của Thư Bành Bân (舒彭斌).
  - Lý thị (李氏), con gái của Phong Thịnh Ngạch (豐盛額).
  - Vương thị (王氏), con gái của Vương Bảo Trụ (王保住).

### Con trai
1. Tái Phường (載坊; 1816 – 1820), mẹ là Thứ thiếp Thư thị. Năm 1818 được thế tập tước vị Di Thân vương. Qua đời sau đó 2 năm, khi mới 4 tuổi. Không được ban thụy.
2. Tái Viên (載垣; 1816 – 1861), mẹ là Thứ thiếp Lý thị. Năm 1825 được thế tập tước vị Di Thân vương. Năm 1861 bị đoạt tước và ban chết. Có hai con trai.
3. Tái Bình (載坪; 1817 – 1841), mẹ là Thứ thiếp Hồ thị. Được phong làm Tam đẳng Phụ quốc Tướng quân (三等辅国将军). Có một con thừa tự.
4. Tái Kỳ (載圻; 1817 – 1869), mẹ là Thứ thiếp Thư thị. Được phong làm Tam đẳng Phụ quốc Tướng quân kiêm Nhất đẳng Thị vệ. Có hai con trai.
5. Tái Tăng (載增; 1817 – 1859), mẹ là Thứ thiếp Lý thị. Được phong làm Tam đẳng Phụ quốc Tướng quân kiêm Phó Đô thống (副都統). Có hai con trai.
6. Tái Khôn (載堃; 1818 – 1853), mẹ là Thứ thiếp Hồ thị. Được phong làm Tam đẳng Phụ quốc Tướng quân. Vô tự.
7. Tái Kham (載堪; 1818 – 1861), mẹ là Thứ thiếp Vương thị. Được phong làm Tam đẳng Phụ quốc Tướng quân kiêm Thị lang. Có hai con trai.